# Kim Hwang-sik
Kim Hwang-sik (sinh ngày 9/8/1948) là một chính khách Hàn Quốc. Ông trở thành thủ tướng Hàn Quốc từ ngày 1/10/2010. Trước đó ông là chủ tịch cơ quan kiểm toán và thanh tra. Jung Hong-won đã thay thế ông làm thủ tướng từ ngày 26 tháng 2 năm 2013.

## Tiểu sử
Ông sinh ra ở Jangseong, học luật tại Đại học Marburg (Đức) và tốt nghiệp Đại học Quốc gia Seoul. Ông thi đạt kì thi tư pháp quốc gia và đã làm thẩm phán khu vực sau đó là thẩm phán tại tòa án tối cao.